# خلنج شبه طرفي
خلنج شبه طرفي (الاسم العلمي:Erica subterminalis) هو نوع من النباتات يتبع جنس الخلنج من الفصيلة الخلنجية.